# 基督君王主教座堂 (亞特蘭大)

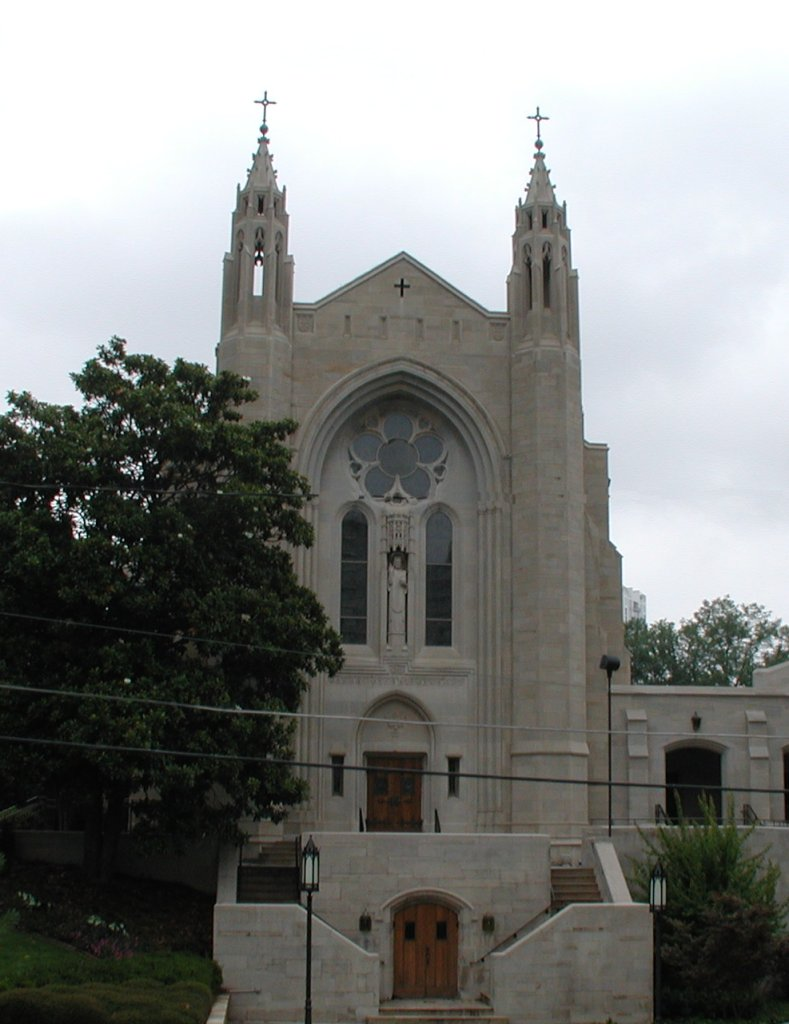
基督君王多主教座堂

基督君王主教座堂（英語：Cathedral of Christ the King）是美國的一座天主教的主教座堂，位於喬治亞州亞特蘭大，也是天主教亞特蘭大總教區的主教座堂。教堂始建於1936年。1939年的一期Architectural Record雜誌將這座教堂評為亞特蘭大最美的建築。